# Mychajło Iwanycia
Mychajło Mychajłowycz Iwanycia, ukr. Михайло Михайлович Іваниця, ros. Михаил Михайлович Иваница, Michaił Michajłowicz Iwanica (ur. 8 sierpnia 1960) – ukraiński piłkarz, grający na pozycji pomocnika, trener piłkarski.

## Kariera piłkarska

### Kariera klubowa
W 1979 roku rozpoczął karierę piłkarską w klubie Howerła Użhorod. W 1982 występował w drużynie Frunzeneć Sumy. Ale w następnym roku powrócił do klubu z Użhoroda, który zmienił nazwę na Zakarpattia Użhorod. Ostatnim klubem była Zirka Kirowohrad, gdzie zakończył karierę w roku 1988.

## Kariera trenerska
Karierę szkoleniowca rozpoczął po zakończeniu kariery piłkarza. Od 1992 pomagał trenować rodzimy klub z Użhoroda, który nazywał się Werchowyna Użhorod. Potem prowadził amatorski zespół FK Użhorod. W 1998 powrócił do pracy w rodzimym klubie, który tym razem zmienił nazwę na Zakarpattia Użhorod. Pracował na różnych stanowiskach, a od 21 kwietnia 2008 do czerwca 2009 pełnił funkcje głównego trenera klubu.
Od 1 do 17 czerwca 2013 nieoficjalnie pełnił funkcje głównego trenera klubu.